# Хоукс, Решелл
Решелл Маргарет Хоукс (англ. Rechelle Hawkes; род. 30 мая 1967, Албани, Западная Австралия) — австралийская хоккеистка на траве, полузащитник. Трёхкратная олимпийская чемпионка 1988, 1996 и 2000 годов, участница летних Олимпийских игр 1992 года, двукратная чемпионка мира 1994 и 1998 годов, серебряный призёр чемпионата мира 1990 года, чемпионка Океании 1999 года.

## Биография
Решелл Хоукс родилась 30 мая 1967 года в австралийском городе Олбани.
Играла в хоккей на траве за команду университета Западной Австралии.
В 1988 году вошла в состав женской сборной Австралии по хоккею на траве на летних Олимпийских играх в Сеуле и завоевала золотую медаль. Играла на позиции полузащитника, провела 3 матча, мячей не забивала.
В 1990 году завоевала серебряную медаль чемпионата мира в Сиднее.
В 1992 году вошла в состав женской сборной Австралии по хоккею на траве на летних Олимпийских играх в Барселоне, занявшей 5-е место. Играла на позиции полузащитника, провела 5 матчей, забила 1 мяч в ворота сборной Новой Зеландии.
В 1994 году завоевала золотую медаль чемпионата мира в Дублине. Мячей не забивала.
В 1996 году вошла в состав женской сборной Австралии по хоккею на траве на летних Олимпийских играх в Атланте и завоевала золотую медаль. Играла на позиции полузащитника, провела 8 матчей, забила 1 мяч в ворота сборной Испании.
В 1998 году завоевала золотую медаль чемпионата мира в Утрехте. Забила 1 мяч.
В том же году завоевала золотую медаль хоккейного турнира Игр Содружества в Куала-Лумпуре.
В 1999 году выиграла золотую медаль чемпионата Океании в Данедине и Сиднее.
В 2000 году вошла в состав женской сборной Австралии по хоккею на траве на летних Олимпийских играх в Сиднее и завоевала золотую медаль. Играла на позиции полузащитника, провела 7 матчей, забила 1 мяч в ворота сборной Нидерландов. На церемонии открытия Олимпиады читала олимпийскую клятву от имени спортсменов.
Восемь раз выигрывала медали Трофея чемпионов: золотые в 1991 году в Берлине, в 1993 году в Амстелвене, в 1995 году в Мар-дель-Плате, в 1997 году в Берлине, в 1999 году в Брисбене, серебряные в 1987 году в Амстелвене и в 1989 году во Франкфурте-на-Майне, бронзовую в 2000 году в Амствелвене.
В 1985—2000 годах провела за женскую сборную Австралии 279 матчей. В 1993—2000 годах была капитаном сборной, которая за это время проиграла только один международный турнир.
После окончания игровой карьеры работала тренером и комментатором.
12 июня 1989 года была награждена медалью ордена Австралии, в 2000 году — Австралийской спортивной медалью, в 2001 году — медалью Столетия. 26 января 2018 года стала членом ордена Австралии за значительные заслуги перед хоккеем на траве, в частности в качестве капитана сборной, победившей на нескольких турнирах, а также в качестве образца для подражания и комментатора.

## Увековечение
В 2001 году введена в число «Лучших из лучших» Австралийского института спорта.
В 2002 году введена в Зал славы австралийского спорта.
В 2005 году введена в Зал чемпионов Западной Австралии.